# 核燃料取扱主任者
核燃料取扱主任者（かくねんりょうとりあつかいしゅにんしゃ）免状は、環境省原子力規制委員会が主管する国家資格である。
核原料物質、核燃料物質及び原子炉の規制に関する法律（以下、原子炉等規制法）に基づき、核燃料の加工、使用済核燃料の再処理を行うところで、核燃料物質に関して保安の監督を行う核燃料取扱主任者としての資格を有している。また、放射性廃棄物の廃棄事業所において放射性廃棄物の取扱に保安の監督を行う廃棄物取扱主任者としての選任される資格も有している。
原子炉等規制法でいう核燃料物質とは、原子力基本法で定めるウラン、トリウム等原子核分裂の過程において高エネルギーを放出する物質であつて、政令で定めるものをいい、核原料物質とはウラン鉱、トリウム鉱その他核燃料物質の原料となる物質であって、政令で定めるものをいう。
1. 原子力 - 原子核変換の過程において原子核から放出されるすべての種類のエネルギーをいう。
2. 原子炉 - 核燃料物質を燃料として使用する装置をいう。ただし、政令で定めるものを除く。
3. 放射線 - 電磁波又は粒子線のうち、直接又は間接に空気を電離する能力をもつもので、政令で定めるものをいう。政令には重荷電粒子、β線、中性子線、ECの特性X線、1MeV以上の電子線およびX線があげられている。

## 主務官庁
- 環境省原子力規制委員会

## 受験資格
- 誰でも受けられる。

### 科目免除
- 第一種放射線取扱主任者試験に合格した者は、下記の放射線の測定および放射線障害の防止に関する技術の試験科目が免除される。
- 原子力規制委員会の認定を受けた大学院の専門職学位課程を修了した者は、下記の試験科目の1～3が免除される。ただし、修了してから5年以内に限る。

## 試験
- 試験は3月下旬頃（2日間）、東京都で行われる。

### 試験科目
1. 核燃料物質の化学的性質及び物理的性質
2. 核燃料物質の取扱いに関する技術
3. 放射線の測定及び放射線障害の防止に関する技術
4. 核燃料物質に関する法令